# هيو إل. وايت
هيو إل. وايت (بالإنجليزية: Hugh L. White)‏ هو سياسي أمريكي، ولد في 19 أغسطس 1881 في ماكومب في الولايات المتحدة، وتوفي بنفس المكان في 20 سبتمبر 1965. نشط حزبياً في الحزب الديمقراطي. وقد انتخب حاكم ميسيسيبي ‏.

## وصلات خارجية
- هيو إل. وايت على موقع الموسوعة البريطانية (الإنجليزية)